# Westduinpark & Wapendal
Westduinpark & Wapendal este o arie protejată (arie specială de conservare — SAC, sit de importanță comunitară — SCI) din Țările de Jos întinsă pe o suprafață de 246 ha, integral pe uscat.

## Localizare
Centrul sitului Westduinpark & Wapendal este situat la coordonatele 52°04′55″N 4°14′40″E / 52.0819°N 4.2445°E.

## Înființare
Situl Westduinpark & Wapendal a fost declarat sit de importanță comunitară în decembrie 1996 pentru a proteja un număr necunoscut de specii din flora spontană și fauna sălbatică aflate în arealul zonei. Situl a fost protejat și ca arie specială de conservare în octombrie 2011.

## Biodiversitate
Situată în ecoregiunea atlantică, aria protejată conține 5 habitate naturale: Dune mobile de-a lungul țărmului cu Ammophila arenaria („dune albe”), Dune de coastă fixe cu vegetație erbacee („dune gri”), Dune fixe decalcificate atlantice (Calluno-Ulicetea), Dune cu Hyppophaë rhamnoides, Dune împădurite din regiunile atlantică, continentală și boreală.
La baza desemnării sitului se află un număr nedeclarat de specii protejate.